# Vogelsbergkreis
Vogelsbergkreis is een Landkreis in de Duitse deelstaat Hessen. Kreisstadt is de stad Lauterbach. De Landkreis telt 105.506 inwoners (31 december 2020) op een oppervlakte van 1.458,91 km². Op 31 december 2020 had 7,42% van de inwoners een niet-Duits staatsburgerschap (7.825 niet-Duitsers) en hadden 60 inwoners het Nederlandse staatsburgerschap.

## Geschiedenis
Vogelsbergkreis is op 1 augustus 1972 opgericht door het samenvoegen van:
- Het Landkreis Alsfeld, met de steden Alsfeld, Grebenau, Homberg (Ohm), Kirtorf, Romrod en de gemeenten Antrifttal, Feldatal, Gemünden (Felda), Mücke en Schwalmtal.
- Het Landkreis Lauterbach, met de steden Herbstein, Lauterbach, Schlitz, Ulrichstein en de gemeenten Freiensteinau, Grebenhain, Lautertal en Wartenberg.
- De stad Schotten uit het Landkreis Büdingen.

## Steden
De volgende steden en gemeenten liggen in de Vogelsbergkreis (Inwoners op 31 december 2006):
| Steden - 1. Alsfeld (17.310) - 2. Grebenau (2690) - 3. Herbstein (5077) - 4. Homberg (Ohm) (7842) - 5. Kirtorf (3479) - 6. Lauterbach (Hessen) (14.346) - 7. Romrod (2991) - 8. Schlitz (10.134) - 9. Schotten (11.325) - 10. Ulrichstein (3227) | Gemeenten - 1. Antrifttal (Bestuurzetel te Ruhlkirchen) (2094) - 2. Feldatal (Bestuurzetel te Groß-Felda) (2817) - 3. Freiensteinau (3405) - 4. Gemünden (Felda) (3119) - 5. Grebenhain (5171) - 6. Lautertal (Vogelsberg) (Bestuurzetel te Hörgenau) (2584) - 7. Mücke (Bestuurzetel te Merlau) (10.076) - 8. Schwalmtal (Bestuurzetel te Renzendorf) (3075) - 9. Wartenberg (Bestuurzetel te Angersbach) (4028) |

Bergstraße · Darmstadt · Darmstadt-Dieburg · Frankfurt am Main · Fulda · Gießen · Groß-Gerau · Hersfeld-Rotenburg · Hochtaunuskreis · Kassel (stad) · Landkreis Kassel · Lahn-Dill-Kreis · Limburg-Weilburg · Main-Kinzig-Kreis · Main-Taunus-Kreis · Marburg-Biedenkopf · Odenwaldkreis · Offenbach am Main · Landkreis Offenbach · Rheingau-Taunus-Kreis · Schwalm-Eder-Kreis · Vogelsbergkreis · Waldeck-Frankenberg · Werra-Meißner-Kreis · Wetteraukreis · Wiesbaden
Alsfeld ·
Antrifttal ·
Feldatal ·
Freiensteinau ·
Gemünden (Felda) ·
Grebenau ·
Grebenhain ·
Herbstein ·
Homberg (Ohm) ·
Kirtorf ·
Lauterbach (Hessen) ·
Lautertal (Vogelsberg) ·
Mücke ·
Romrod ·
Schlitz ·
Schotten ·
Schwalmtal ·
Ulrichstein ·
Wartenberg